# تاريخ سان مارينو

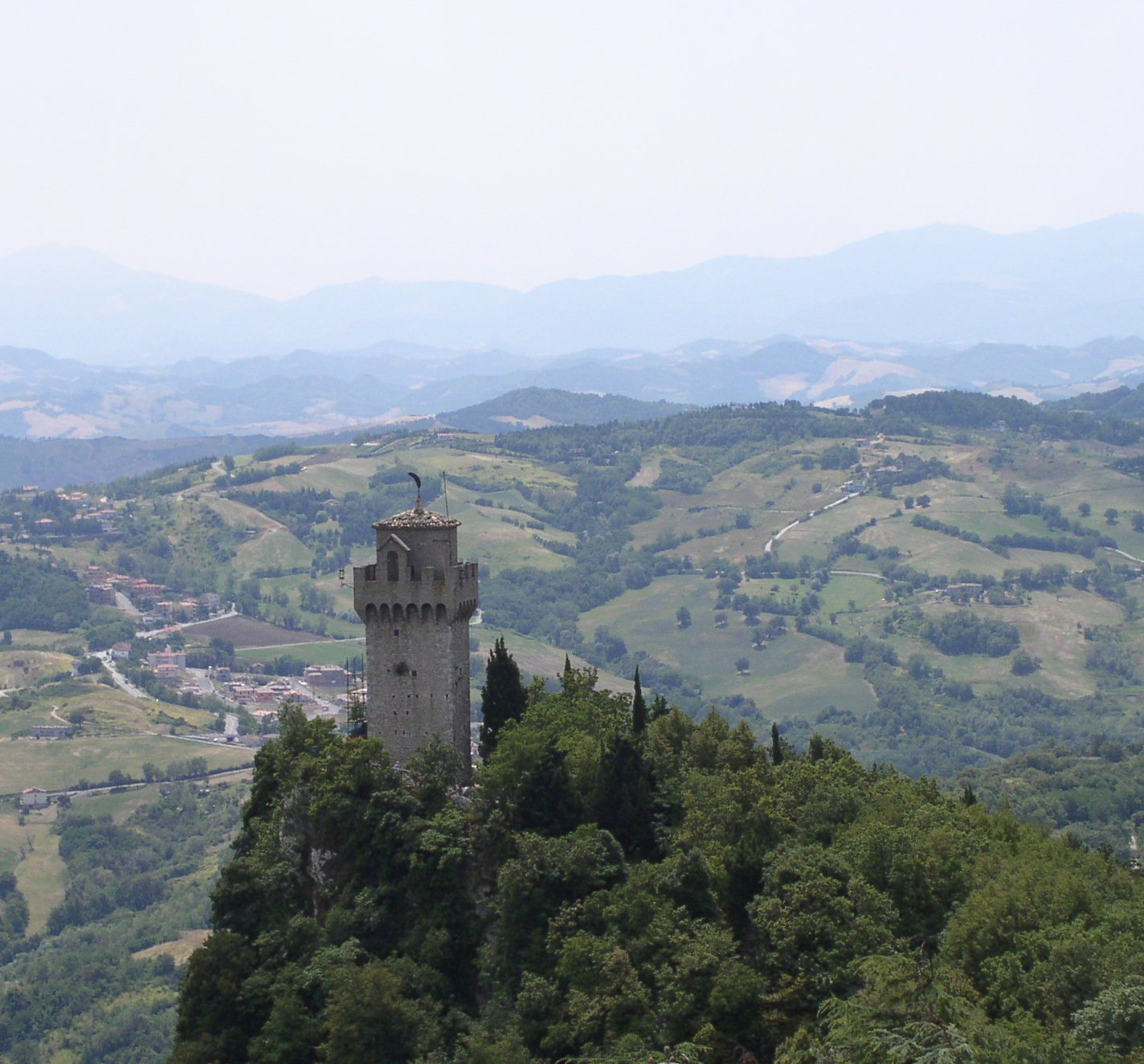
برج مونتاله في مونته تيتانو

تاريخ سان مارينو حسب الموروث الشعبي، فقد غادر مارينوس جزيرة راب في كرواتيا مع صديق عمره ليو وذهبا إلى بلدة ريميني كبنائين بالحجر. وبعد اضطهاد بسبب عظاته المسيحية، فر إلى جبل مونته تيتانو القريب، حيث بنى كنيسة صغيرة وبذلك أسس ما أصبح الآن مدينة ودولة سان مارينو. التاريخ الرسمي لتأسيس الجمهورية هو 3 سبتمبر 301.
وبحلول منتصف القرن الخامس، تكون مجتمع; وبسبب الصعوبة النسبية في الوصول إلى المكان ولفقره، فقد نجح هذا المجتمع، مع انقطاعات قليلة لفترات قصيرة، في الحفاظ على استقلاله. وفي 1631 اعترفت البابوية باستقلاله.

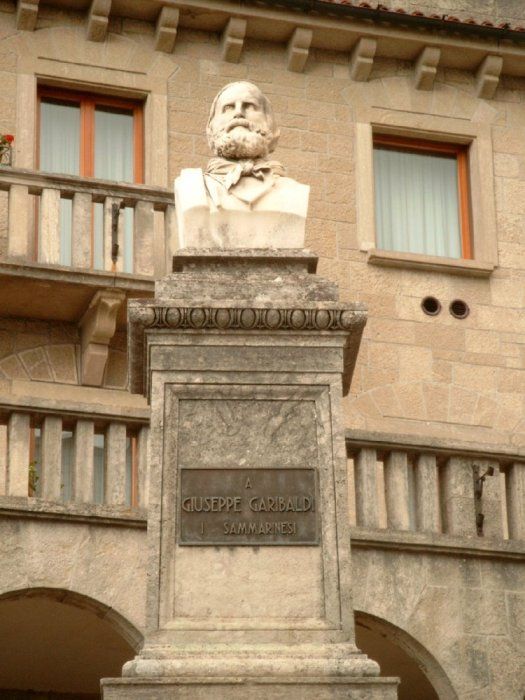
تمثال نصفي لجيوسپي گاريبالدي في سان مارينو، وهو أول تمثال في العالم يخصص لـ"بطل العالمـَين". من أعمال ستفانو كالتّي، في 1882.

وأثناء المرحلة المبكرة من عملية توحيد إيطاليا في القرن التاسع عشر، كانت سان مارينو ملاذاً للاجئين المطارَدين لدعمهم الوحدة. تخليداً لهذا الدعم، جيوسپي گاريبالدي قبل رغبة سان مارينو في عدم الانضمام في الدولة الإيطالية الجديدة. ناپليون الثالث رفض احتلال سان مارينو، قائلاً، «لماذا؟ إنها جمهورية نموذجية!»
حكومة سان مارينو جعلت الرئيس الأمريكي ابراهام لينكولن مواطناً فخرياً. وقد كتب رداً على هذا، قائلاً أن الجمهورية أثبتت أن «حكومة تأسست على المبادئ الجمهورية قادرة على أن تـُدار لتصبح آمنة وباقية على مر الزمن.»
في الحرب العالمية الأولى، أعلنت إيطاليا الحرب على النمسا-المجر في 23 مايو 1915. وأعلنت سان مارينو الحرب على النمسا-المجر في 3 يونيو 1915.

وفي الحرب العالمية الثانية، لم تشارك سان مارينو لإيطاليا في اعلان الحرب على المملكة المتحدة في 1940. وبدلاً من ذلك فقد أعلنت سان مارينو فوراً حيادها. لاحقاً، انسحبت قوى المحور عابرةً خلال سان مارينو وقد لاحقتهم القوات الأمريكية والبريطانية. وقد غادرت قوات الحلفاء البلد بعد بضعة أسابيع.
رأس الدولة هو لجنة (مجلس) من اثنين captains-regent. وتحتفظ سان مارينو بسجل قياسي لكونها أول دولة بالعالم تحصل من خلال انتخابات ديمقراطية على حكومة شيوعية، والتي بقت من 1945 حتى 1957.
سان مارينو كانت أصغر جمهورية في العالم من 301 حتى 1968، عندما حصلت ناورو على استقلالها.
وقد أصبحت سان مارينو عضواً في مجلس اوروبا في 1988 وفي الأمم المتحدة في 1992. وهي ليست عضواً في الاتحاد الاوروبي.